# クヌーズ・クリストフェルセン
クヌーズ・エイギル・クリストフェルセン（デンマーク語: Knud Ejgild Christophersen、1905年11月15日 - 1975年3月8日）は、デンマークのサッカー選手およびハンドボール選手。サッカー選手としてのポジションはディフェンダーであり、BKフレムに所属した。ハンドボールでのポジションはゴールキーパーであり、Efterslægtenに所属した。
BKフレムに所属していた1931年と1933年にデンマーク・チャンピオンシップ・リーグで優勝したクリストフェルセンは、1935〜1937年にコペンハーゲンサッカー協会の委員を務めた。

## タイトル

### チーム
フレム
- デンマーク・チャンピオンシップ・リーグ:1930-31、1932-33
- デンマーク・カップ:1927年